# WDVD
WDVD é uma estação de rádio americana, localizada em Detroit, Michigan. Transmitindo em 96,3 MHz FM. 
A estação toca principalmente músicas do gênero  Billboard Adult Pop Songs.